# Geossintético
O termo geossintético é usado para descrever uma família de produtos sintéticos utilizados para resolver problemas em geotecnia. A natureza sintética desses produtos os tornam próprios para uso em obras de terra onde um alto nível de durabilidade é exigido.
Esses produtos são constituídos por uma grande variedade de materiais e formas, cada um adequado a um determinado uso ou necessidade. Em geotecnia as principais obras que utilizam esses materiais são: aeroportos, ferrovias, rodovias, aterros, estruturas de contenção, reservatórios, canais e barragens.

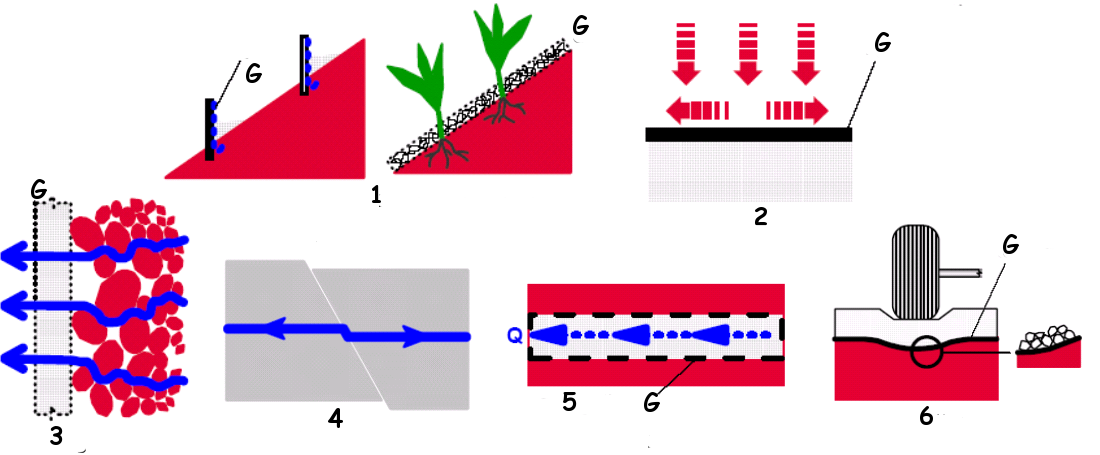
As principais aplicações dos geossintéticos (G): 1) Proteção e controle de erosão; 2) Impermeabilização; 3) Filtração; 4) Reforço 5) Drenagem 6) Separação

As aplicações mais comuns para os geossintéticos são:
- reforço estrutural de obras de terra principalmente taludes;
- impermeabilização de barragens, aterros sanitários e outros;
- proteção superficial contra erosão;
- separador de materiais como por exemplo em drenagens; e
- funcionando como filtro.

## Composição
O plástico é a principal matéria prima dos geossintéticos. Os plásticos são materiais orgânicos poliméricos sintéticos. De um modo geral podemos dizer que são compostos por um polímero e aditivos. Os aditivos são adicionados ao polímero com as funções de pigmento, estabilizante, plastificante e retardador da combustão, dentre outras.

PVC.

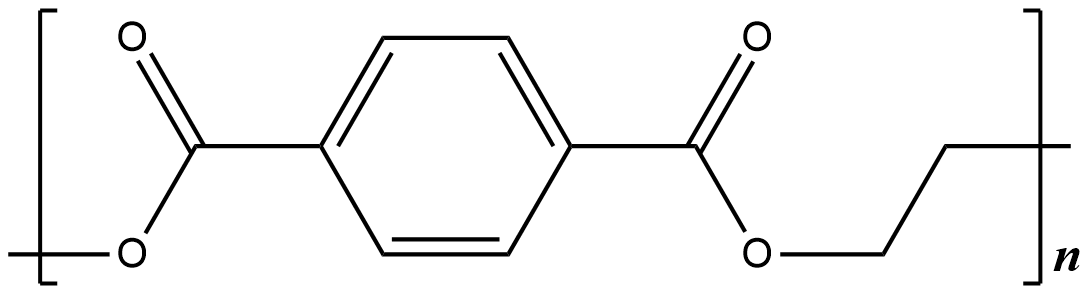
PET.

Os polímeros mais comuns, utilizados na fabricação dos plásticos são:
- Polietileno (PE);
- Polietileno de alta densidade (PEAD);
- Poliester (PES);
- Polipropileno (PP);
- Policloreto de Vinila (PVC);
- Álcool de polivinila (PVA);
- Poliamida (Nylon) (PA);
- Poliestireno (PS); e
- Politereftalato de etila (PET).

## Classificação por tipo
A técnica de aplicação dos geossintéticos é um ramo da geotecnia (p. ex. na mecânica dos solos) que está em pleno desenvolvimento, por isso, os produtos estão em constante evolução, contudo podemos destacar os materiais relacionados abaixo como sendo os principais devido aos seus volumes de aplicação nas obras.
Geotêxteis - 

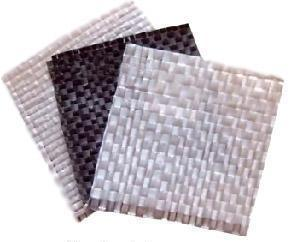
Geotêxtil.

podem ser do tipo não tecido, quando suas fibras não seguem nenhum padrão pois na sua fabricação elas são agrupadas aleatoriamente, ou tecidos cujas fibras estão bem organizadas formando uma trama. As principais aplicações dos geotêxteis são em filtros e em drenagens.
Geogrelhas - 
possuem estrutura em forma de grelha, com malha retangular ou quadrada e seu uso é predominantemente estrutural como reforço de estruturas de solo. As geogrelhas possuem elementos com grande resistência à tração e quanto ao processo de fabricação podem ser classificadas como extrudada, soldada ou tecida.

As geogrelhas são formadas por elementos resistentes a tração podendo apresentar valores muito elevados de resistência à tração e estão integralmente conectadas com o objetivo de reforçar (solo ou pavimento). As geogrelhas são vazadas, de modo que a malha de abertura permita uma maior interação e ancoragem no meio inserido, pois proporcionam uma comunicação do solo aterrado. Representam o principal tipo de geossintético para reforço, sendo aplicadas em aterros sobre solos moles, muros de contenção e reforço estrutural de pavimentos.
Geomantas - 

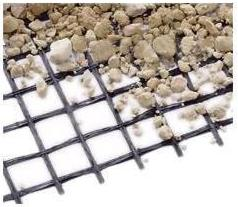
Geogrelha.

teêm estrutura tridimensional, ou seja, a espessura é relativamente grande, diferentemente dos geotêxteis e apresentam cerca de 90% de vazios em seu volume. A sua principal aplicação é a proteção superficial do solo contra a erosão. Devido à sua forma de aplicação, as geomantas são confeccionadas com  materiais com grande resistência às intempéries e à fotodegradação.
Geocompostos - 
são os produtos compostos por dois ou mais geossintéticos. O mais comum é fabricado com duas camadas de geotêxtil com uma geomanta entre eles. Seu uso mais comum é em sistemas de drenagem, podendo trabalhar em drenos horizontais ou verticais. Outra aplicação é em alívios de pressões e de empuxos hidrostáticos.
Geocélulas - 

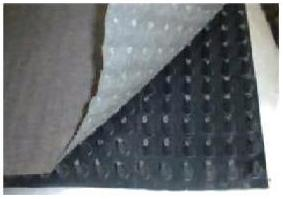
Geocomposto.

apresentam-se em painéis com estrutura tridimensional composto por um conjunto de células contíguas com formato semelhante a de um favo de mel. As células podem ser preenchidas com areia, brita, concreto ou solo e suas principais aplicações são: controle de erosão, proteção de taludes, reforço de solos moles e na construção de muros de contenção.
Geocompostos drenantes - 
é um tipo especial de geocomposto constituído por por um núcleo drenante envolvido por um geotêxtil com função de filtro. Podem apresentar-se na forma de mantas, painéis ou fitas. A forma mais comum de aplicação é como dreno vertical sendo aplicado por equipamento semelhante a uma perfuratriz de solos, com a intenção de fazer o rebaixamento do lençol freático e o adensamento de solos moles.
Geocompostos bentoníticos - também chamados de GCLs, são materiais compostos de duas camadas de geotêxteis que confinam bentonita em pó ou em grãos, em quantidades que variam tipicamente de 3 a 5 kg/m2, e que se destina a aplicações como impermeabilização de solos, em obras hidráulicas ou ambientais (aterros sanitários, por exemplo).
Geoespaçadores - 

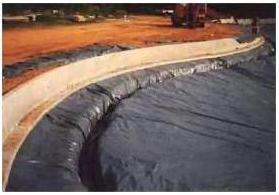
Geomembrana.

também chamados de georredes, possuem estrutura tridimensional com grande volume de vazios. Sua principal aplicação é em drenagem, pois consegue propiciar grandes vazões apesar da pequena seção transversal. É comum seu uso em conjunto com outros geossintéticos formando os geocompostos.
Geomembranas - 
apresentam excelente performance quando utilizada como revestimento impermeabilizante. Os tipos mais encontrados são as de polietileno de alta densidade – PEAD e as de policloreto de vinila – PVC. As geomembranas são muito utilizadas em canais, barragens, aterros sanitários, lagoas de rejeito de mineradoras, entre outras.
Além dos geossintéticos acima citados, existem ainda: os geotubos, geofibras, geoexpandidos e as geotiras, dentre outros que são lançados a cada ano.